# San Cristóbal de Boedo
San Cristóbal de Boedo es un municipio y localidad de la provincia de Palencia (Castilla y León, España).

## Demografía

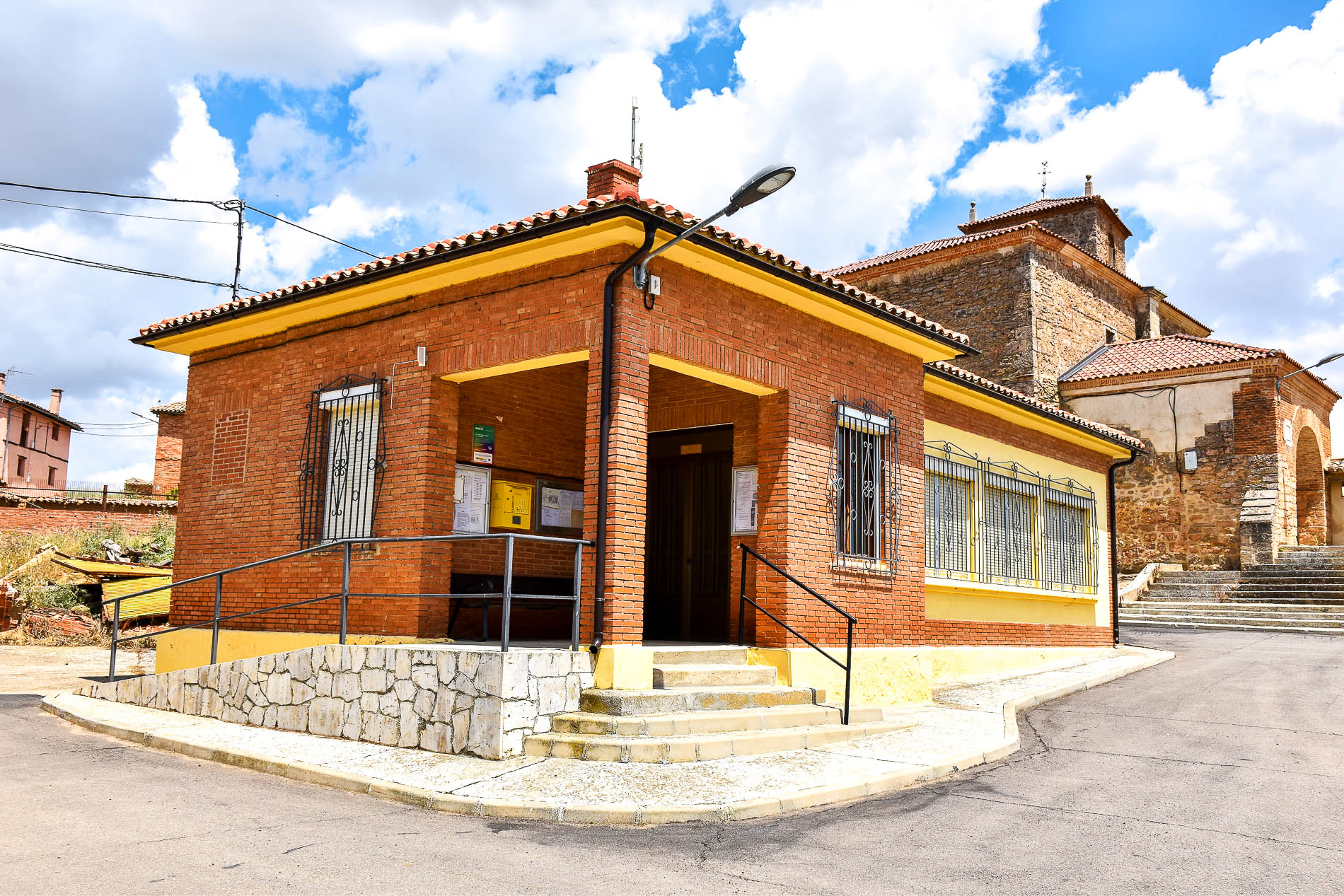
Casa consistorial

Cuenta con una población de 20 habitantes (INE 2024).
| Gráfica de evolución demográfica de San Cristóbal de Boedo entre 1842 y 2021                                          |
| |
| Población de derecho según los censos de población del INE. Población de hecho según los censos de población del INE. |